# Космическая система дистанционного зондирования Земли «Алмаз-Т»

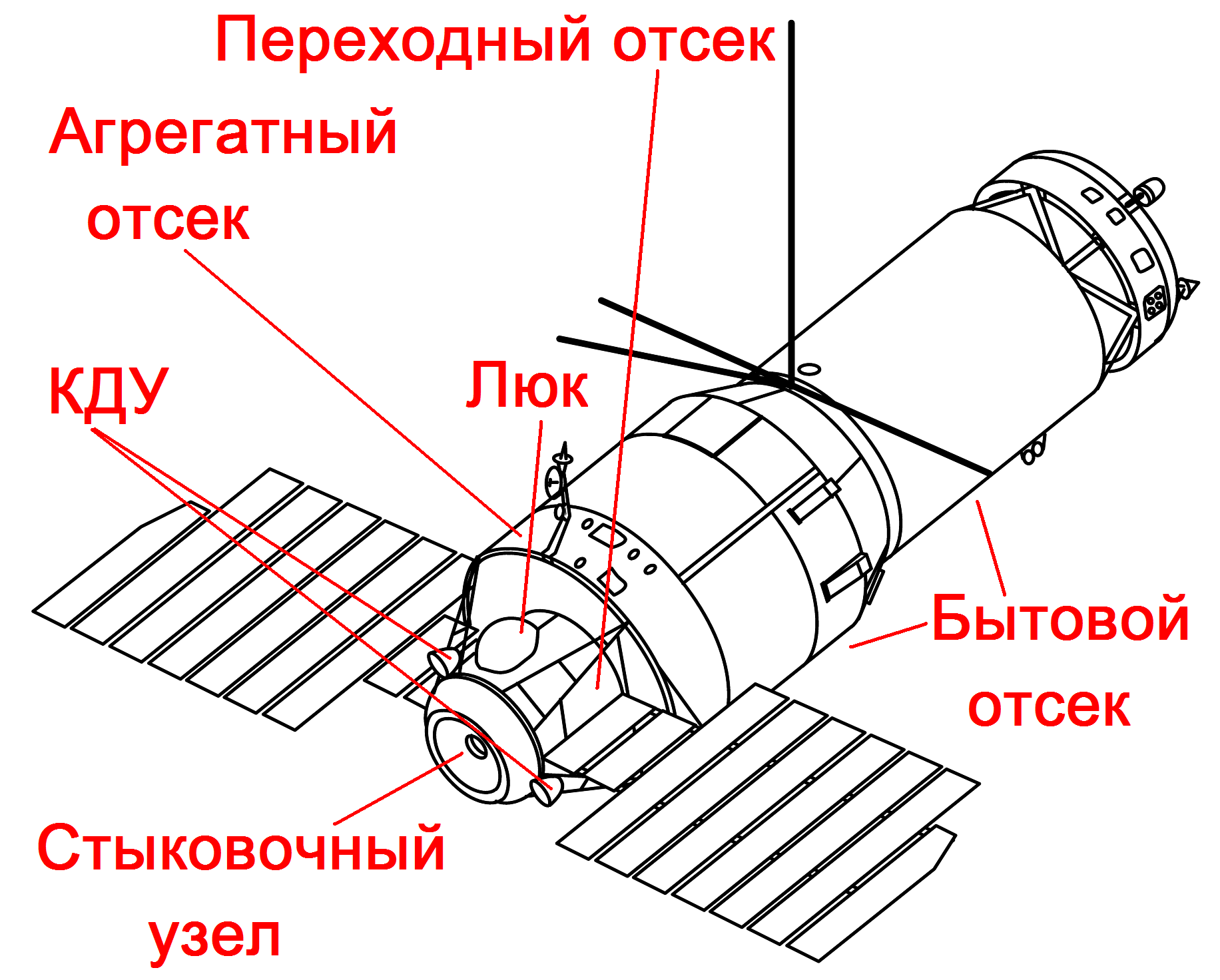
«Салют-2», «Салют-3» и «Салют-5»

Алмаз-Т (Ресурс-Р, индекс ГУКОС: 11Ф668) — космический комплекс радиолокационного дистанционного зондирования Земли (ДЗЗ) с использованием первой в СССР орбитальной станции с бортовым локатором с синтезированной апертурой высокого разрешения. Был предназначен для проведения комплексных (в различных диапазонах волн) съемок поверхности Земли и Мирового океана с целью выполнения программ научного и экономического назначения, международного сотрудничества, а также в интересах Министерства обороны.
Основу КС составляет автоматический вариант орбитальных пилотируемых станций военной программы «Алмаз» (ОПС) («Салют-2», «Салют-3» и «Салют-5»), с учётом специфики решаемых задач модифицированный по бортовым служебным и обеспечивающим системам и оснащённый соответствующим оборудованием. Комплекс создан НПО Машиностроения. В рамках программы было создано 3 космических аппарата: «Космос-1870», «Алмаз-1А», «Алмаз-1В». «Алмаз-1В» так и не была запущена и находится в музее НПО Машиностроения.
29 ноября 1986 года была предпринята попытка запуска первой станции Алмаз-Т, оказавшаяся неудачной из-за отказа системы управления РН «Протон».
25 июля 1987 года состоялся удачный запуск автоматического варианта ОПС «Алмаз», который получил обозначение «Космос-1870». Высококачественные радиолокационные изображения земной поверхности, полученные со спутника, были использованы в интересах обороны и экономики СССР.
31 марта 1991 года модифицированный автоматический вариант ОПС со значительно улучшенными характеристиками бортовой аппаратуры был выведен на орбиту под названием «Алмаз-1А».
Автоматическая ОПС «Алмаз-1В» с дальнейшей модификацией бортовой аппаратуры на орбиту не была выведена ввиду тяжёлого состояния экономики после распада СССР и остановки работ.